# Ebeltoft
Ebeltoft [ˈæ·bəlˌtɔft] (tidligere stavet Æbeltoft) ligger på Djursland i Østjylland. Byen er med sine 7.287 indbyggere  (2025) den største by i Syddjurs Kommune. Ebeltoft ligger i Ebeltoft Sogn og hører til Region Midtjylland. Ebeltoft ligger på vestsiden af halvøen Hasnæs, og er den eneste østjyske havneby med en vestvendt havn.
Byen er formodentlig anlagt omkring år 1200 med købstadsprivilegium fra 1302 og er et af Danmarks største rejsemål på grund af den gamle bydel og et farverigt  butiks- og kulturliv (herunder bl.a. Farvergården, Fregatten Jylland, Glasmuseet og Maltfabrikken), og den fordobler næsten sit indbyggertal i sommerferien.[kilde mangler] Nær byen ligger naturområdet Mols Bjerge samt mange badestrande med Blå Flag og mange sommerhuse.
Filmhøjskolen blev oprettet i 1993 på bakkerne nord for Ebeltoft med status af folkehøjskole. Forfatteren Troels Kløvedal havde base i en lille by lidt uden for Ebeltoft.
De seneste år har Ebeltoft mistet mange arbejdspladser, og bygger nu hovedsageligt sin økonomi på turismen, hvilket også medfører, at der de seneste år er fokuseret mere på turismen i byen[kilde mangler], og mange nye butikker er åbnet. Mange af Ebeltofts butikker er specialbutikker, som f.eks. livsstilsbutikker og et bolsjekogeri. Desuden finder man i og omkring byen Danmarks største koncentration af små studioglasværksteder.

## Etymologi
Navnet staves 1301 Æpplætofte, 1317 Æplætoft, 1356 Æblætofthæ, 1532 Æbeltovtth osv.; man har ment, at det skal komme af "abel" eller "æble" (abild); det sidste er vel det sandsynligste, især da æbletræet findes i byens ældste sigiller (navnet latiniseredes til "pomagrina" og "pomagrium").

## Historie

### Middelalderen
Fra begyndelsen har stedet vel været en landsby eller et fiskerleje og var anneks til Dråby op til Reformationen (at det tidligere skal have været et eget pastorat, er ikke sandsynligt). Men navnet forekommer, så vidt vides, første gang i Erik Menveds brev af 21. januar 1301, hvorved byen fik købstadsprivilegier. Den 25. august 1317 udstedte kongen et nyt, hvorved han gav borgerne samme lov og vedtægt som Viborg og Aarhus. Dens privilegier blev senere mange gange bekræftede og udvidede, således 29. juli 1356, 1443, 1506, 1552, 21. marts 1563, 28. maj 1607 og 30. november 1648. Den lov, der nævnes i brevet af 1317, er vistnok den gamle slesvigske stadsret, af hvilken byen samme år fik tilsendt et eksemplar fra Horsens . I 1430 nævnes bytinget, i 1479 en borgmester. I øvrigt omtales Byen kun lidt.
En stor del af byens middelalderlige gadeforløb er fortsat bevaret, og i 2015 toppede Ebeltoft en liste over bedst bevarede middelalderbyer, som Landsforeningen for Bygnings- og Landskabskultur havde sammenstykket.

### Renæssancen
I 1558 blev der oprettet en latinskole i byen.
Byen led under pesten 1619-20 og blev ilde medtagen i det 17. århundredes krige, navnlig 1627-29, da den brandskattedes således, at dens rige præst Niels Pedersen måtte forstrække den med penge, og "den største Del af Byen blev nedskudt". Som virkning af krigen fortæller Danske Atlas, at "halve Gader ligge efter den Tid øde, og Stenmure af de gamle Huse lukke de adspredte Bygninger tilsammen". Også 1643-45 led byen skade, og i krigen 1657-60 havde de svenske deres befæstning på "Skansen", ligesom der dengang har stået kamp i vigen mellem svenske og danske skibe.

### Under enevælden
Byens hovederhverv var søhandel, der navnlig var ret betydelig i 2. halvdel af det 17. århundrede, da byen voksede sin konkurrent Grenaa over hovedet, havde store købmands- og pakhuse, skibsbyggerier og en indbringende trafik, især på Bergen, ligesom den store brændetransport fra de kongelige skove i omegnen bragte meget liv. I 1672 havde byen 817 indbyggere. Regeringen havde også et kornmagasin der ("Magasingaarden", der lå på Adelgade, blev nedbrudt 1806). Danske Atlas siger, at byen en tid har haft 30 skibe, og dens borgere berette selv 1772, at den i forrige tider havde nogle og tyve større fartøjer. I den Store Nordiske Krig, da den mistede en del af sine Skibe, indtrådte imidlertid vendepunktet: i 1711 havde den endnu 18 skibe på 442 læster, 1732-35 12, 1768 9, 1772 5 og 1798 kun 2 skibe. I 1769 havde byen 562 indbyggere og var mindre end Grenaa.
Latinskolen blev ophævet i 1739.
I det 19. århundrede udviklede byen sig kun lidet, selvom de forbedrede havneforhold bragte noget mere liv, og den var en af landets mindste købstæder.
I Krigen 1807-14 var byen også besat af fjenden, i 1808 lå her nogle af spanierne.

### Tidlige industrialisering
Næringsveje i 1890: 192 levede af immateriel virksomhed, 114 af jordbrug, 11 af gartneri, 21 af fiskeri, 12 af søfart, 495 af industri, 176 af handel, 183 af forskellig daglejervirksomhed, 65 af deres midler, og 15 nød almisse.
I Ebeltoft blev omkring 1900 af holdt årligt 4 markeder: 1 i februar, 1 i marts og 1 i juni med heste og kvæg, 1 i september med kvæg og får.
Af fabrikker og industrielle anlæg fandtes omkring 1900: 1 garveri, 1 maltfabrik, 2 bryggerier (det ene med maltfabrik), 1 brænderi, 1 teglværk, 2 møller og 1 fællesmejeri.
I Byen blev udgivet "Æbeltoft Avis" og "Æbeltoft Folkeblad", ("Æbeltoft Dagblad" blev udgivet i Randers).

### Mellemkrigstiden
Gennem mellemkrigstiden var Ebeltofts indbyggertal svagt stigende: i 1916 1.704, i 1921 1.959, i 1925 1.877, i 1930 1.897, i 1935 2.037, i 1940 2.026 indbyggere. Nogen forstadsudvikling skete ikke.
Ved folketællingen i 1930 havde Ebeltoft 1.897 indbyggere, heraf ernærede 140 sig ved immateriel virksomhed, 692 ved håndværk og industri, 266 ved handel mm, 187 ved samfærdsel, 262 ved landbrug, skovbrug og fiskeri, 133 ved husgerning, 181 var ude af erhverv og 36 havde ikke oplyst indkomstkilde.

### Efterkrigstiden
Efter 2. verdenskrig fortsatte Ebeltoft sin befolkningsudvikling. I 1945 boede der 2.104 indbyggere i købstaden, i 1950 2.167 indbyggere, i 1955 2.265 indbyggere, i 1960 2.227 indbyggere og i 1965 2.485 indbyggere. Nogen ny forstadsudvikling udenfor kommunegrænsen skete ikke.

### Kommunalreformen i 1970
I 1301 udstedte kong Erik Menved købstadsprivilegier til Ebeltoft, og byen var købstad indtil dette begreb forsvandt med Kommunalreformen i 1970. Herefter var Ebeltoft hovedby i Ebeltoft Kommune indtil Kommunalreformen i 2007, hvor den indgik i Syddjurs Kommune.

## Jernbanen
Ebeltoft var endestation på Ebeltoft-Trustrup Jernbane (1901-1968). I selve byen er det eneste minde herom navnet på Jernbanegade, der førte ned til den hvide, klassicistiske stationsbygning, som blev nedrevet i 1970.
Nord for byen ligger den 8 km lange Gravlevstien, som følger banens tracé fra Vibæk Skovvej til Gravlev.

## Kultur
Ebeltoft er berømt for museumsskibet Fregatten Jylland. I 2013 besøgte lidt over 90.000 mennesker skibet, der stammer fra 1857.
Glas - Museet for glaskunst er Danmarks vigtigste museum for glaskunst. Bygningen, som huser Glasmuseet, er tegnet af Hack Kampmann og Christian Kampmann, og blev i 2006 udvidet med en ny fløj tegnet af arkitektfirmaet 3XN. Dyreparken Ree Park - Ebeltoft Safari har en lang række dyr, og har navn efter rigmanden Karsten Ree, som finansierer parken med penge, han fik for salget af Den Blå Avis'.
Det gamle rådhus er bygget i 1789, og er blandt byens store turistattraktioner.

## Maltfabrikken
I 2020 åbnede Maltfabrikken, center for kunst, kultur, erhverv, events og fællesskab. De markante bygninger, som tidligere husede S.B. Lundbergs Maltfabrik, var i forfald efter fabrikkens lukning i 1998, og var en overgang truet af nedrivning. Lokale ildsjæle ville det anderledes, og ved fælles indsats lykkedes det at rejse midler til at købe og redde det ikoniske bygningsværk og industriminde. Såvel lokale borgere og erhvervsdrivende som almennyttige fonde og Syddjurs Kommune har bidraget til at realisere projektet. Bag den arkitektoniske transformation af Maltfabrikken står Tegnestuen Praksis. Maltfabrikken blev i sit første halvår efter åbningen i juni 2020 besøgt af op mod 500.000 gæster fra ind- og udland.

## Ebelfestival
I 2002-2003 tog Ebeltoft Rotary Klub til at skabe en række aktiviteter for byen og dens turister. Resultatet blev den første Ebelfestival som løb af stablen i 2004. Ebelfestivalen er siden blevet en etableret del af kulturlivet i Ebeltoft og afholdes hvert år i uge 42. Visionen for festivallen er: "At give gode oplevelser og viden om æbler og om Ebeltofts historie og kultur".

## Galleri
- Strøg fra Ebeltofts gamle bydel.
- Strøg fra Ebeltofts gamle bydel.
- Ebeltoft Lystbådehavn.
- Ebeltoft Vig mod øst fra Dragsmur.